# QSO J2346-0016
QSO J2346-0016 ou PSO J356.6069-00.2667 est un très lointain quasar à grossissement rapide, QSO J2346-0016 se situe dans la constellation du Poisson à 8.1 milliards d'années-lumière,.

## Découverte
QSO J2326 a été découvert par le A HST/STIS Survey (aussi appelé le SDSS-DR5 Survey) lors d'une étude du ciel profond dans le domaine du visible.

## Caractéristiques
QSO J2346 est un quasar de catégorie radio-silencieux, effectivement QSO J2346 n'émet que très faiblement dans le domaine du visible, QSO J2346 émet aussi un faible rayonnement infrarouge, c'est l'ionisation du deutérium qui est responsable de ce rayonnement.

## Trou noir de QSO J2346-0016
Le trou noir qui siège au centre de QSO J2346 est d'une masse de 2.24 milliards de masses solaires, cette estimation de masse a été effectuée avec la méthode de la lumière bolométrique,,,.